# Hans Peter Cloos
Hans Peter Cloos (* 1949 in Stuttgart) ist ein deutscher Schauspieler und Regisseur.

## Leben
Cloos erhielt seine Ausbildung zum Schauspieler von 1969 bis 1972 an der Otto-Falckenberg-Schule in München. Seine ersten Engagements hatte er in New York. In den 1970er Jahren war er Mitbegründer der Theatergruppe Kollektiv Rote Rübe, und 1977 gründete er die Theater- und Filmproduktionsgesellschaft Scarabäus mit Sitz in München und Paris.
1979 wurde er von Peter Brook eingeladen, in Paris Die Dreigroschenoper zu inszenieren. Seitdem lebt Cloos in Frankreich, die Firma Scarabäus verließ er 1980. 1981 inszenierte er für das Théâtre d’ Aubervilliers das Stück Susn von Herbert Achternbusch, 1982 Fegefeuer in Ingolstadt von Marieluise Fleißer und Kasimir und Karoline von Ödön von Horváth, 1983 Mahagonny von Bertolt Brecht, 1985 am Théâtre National Populaire in Villeurbanne Mercedes von Thomas Brasch und im selben Jahr an den Vereinigten Bühnen Krefeld und Mönchengladbach Quartett von Heiner Müller, 1986 Othello am MC93 Bobigny, 1987 Richard II.an den Staatlichen Schauspielbühnen Berlin, 1988 am Pariser Théâtre de l’Europe Mein Herbert von Herbert Achternbusch und im selben Jahr an den Wuppertaler Bühnen Leben Gundlings Friedrich von Preußen Lessings Schlaf Traum Schrei. Ein Greuelmärchen von Heiner Müller sowie 1997 in Karlsruhe Merlin oder Das wüste Land von Tankred Dorst.
Opernregie führte Cloos bei Hans Werner Henzes Elegie für junge Liebende in Düsseldorf, Carl Maria von Webers Euryanthe in Aix-en-Provence, ferner in Paris zusammen mit dem Maler Christian Boltanski bei Franz Schuberts Winterreise, sodann in Bern bei Aribert Reimanns Troades und mit Julia Migenes in New York bei Arnold Schönbergs Pierrot Lunaire. 1978 war er als Drehbuchautor und Regisseur an dem Episodenfilm Deutschland im Herbst beteiligt. 